# Stèle au 21e régiment d'infanterie de ligne
Pour les articles homonymes, voir 21e régiment.
La stèle au 21e régiment d'infanterie de ligne est un monument élevé sur le site du champ de bataille de Waterloo en Belgique à la mémoire du 21e régiment d'infanterie de ligne français de la division Marcognet.

## Localisation
La stèle se situe au carrefour de la rue de la Croix et de la rue du Dimont, à Waterloo dans la province du Brabant wallon en Belgique.
Elle se dresse au bord des champs, à environ 600 m à l'est du Monument aux Belges et de la stèle au 27th (Inniskilling) Regiment of Foot, et à 1 km à l'est de la butte du Lion.

## Historique
La stèle a été érigée par la Fondation Napoléon et l'Association Franco-Européenne de Waterloo (A.F.E.W.) à l'endroit où le 21e régiment d'infanterie de ligne de la division Marcognet (1er corps d'infanterie) affronta les unités anglo-écossaises formant la 9e brigade du Major Général Pack.

## Description
Le monument est une simple stèle en pierre bleue portant un hommage en lettres d'or au 21e régiment d'infanterie de ligne, surmonté de l'aigle napoléonienne :

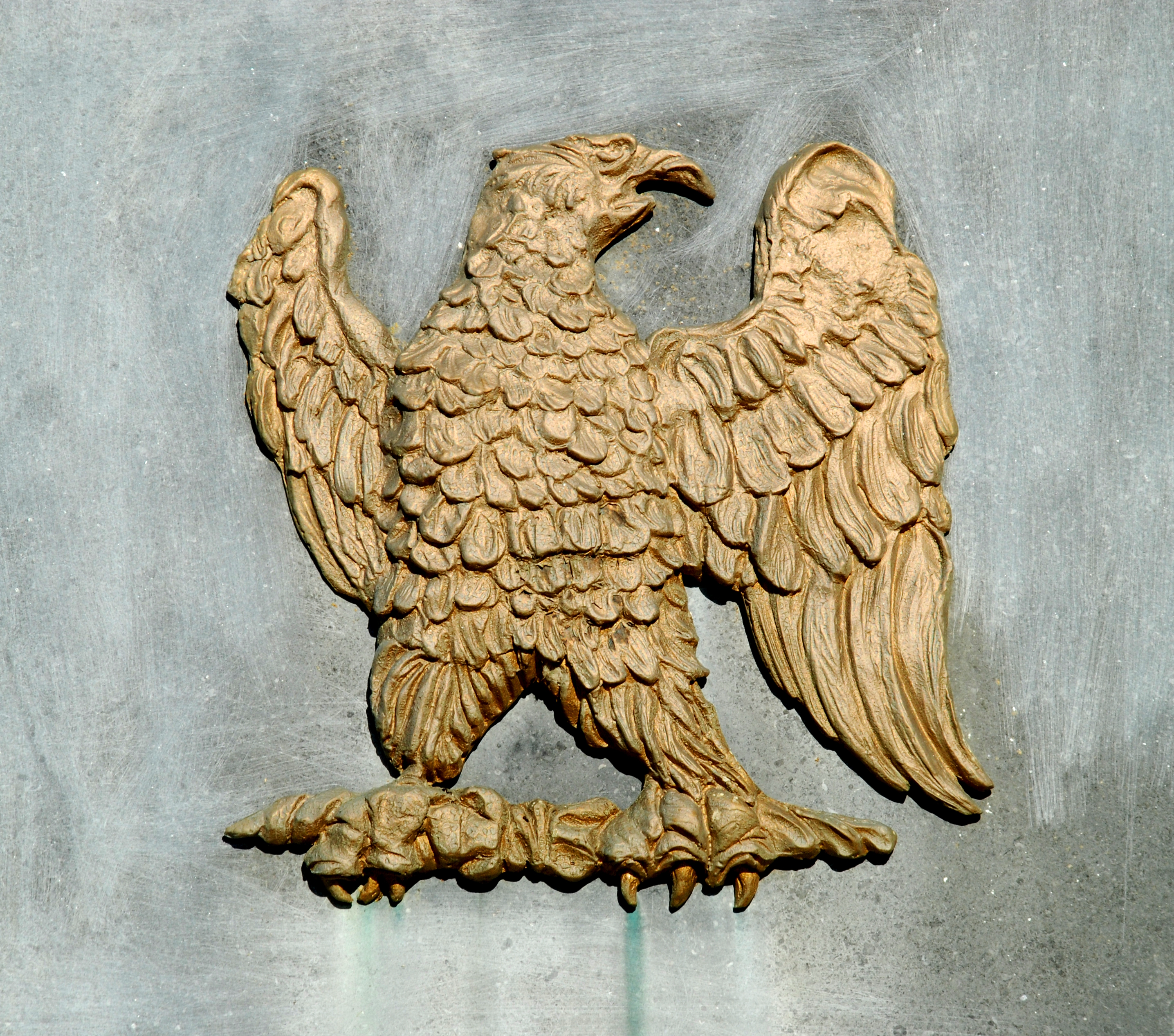
L'aigle napoléonienne.

« En Ce Lieu

Le 18 juin 1815

Le 21e Régiment

D'Infanterie de Ligne

De la Division

Marcognet

Attaqua Héroïquement

Les Unités

Anglo-écossaises

Formant la Brigade du

Major Général Pack »